# Варфоломеевка (село, Приморский край)
Варфоломе́евка — село в Яковлевском районе Приморского края. Административный центр Варфоломеевского сельского поселения.

## География
Село стоит на трассе Осиновка — Рудная Пристань. От Варфоломеевки отходит автодорога на Спасск-Дальний (через Яковлевку). Расстояние до Арсеньева около 22 км, до районного центра Яковлевка — около 16 км.
Недалеко от села находятся станция Варфоломеевка и одноимённый населённый пункт при ней.

## Население
| 1926 | 2001  | 2002  | 2010  | 2019  |
| ---- | ----- | ----- | ----- | ----- |
| 841  | ↗1633 | ↘1497 | ↘1240 | ↘1008 |

## Инфраструктура
Варфоломеевка состоит собственно из села с малоэтажными жилыми домами, восточнее перекрёстка на Яковлевку, и воинского гарнизона с многоэтажными жилыми домами, западнее перекрёстка на Яковлевку.
В селе размещается 799-й разведывательный авиационный полк 11-й воздушной армии ВВС России и военный аэродром.

## Уличная сеть
| - ул. Алтайская, - ул. Гаражная, - ул. Завитая, - ул. Зелёная, - ул. Колхозная, - пер. Колхозный, | - пер. Кооперативный, - ул. Лесная, - пер. Лесной, - ул. Молодёжная, - ул. Набережная, - пер. Набережный, | - ул. Пролетарская, - ул. Рабочая, - пер. Рабочий, - ул. Советская, - ул. Увальная. |